# Dean Lister
Pour les articles homonymes, voir Lister (homonymie).
Dean Richard Lister (né le 13 février 1976 à San Diego) est un pratiquant américain de combat libre. Spécialiste du combat au sol. En effet, il est multiple champion de monde de grappling et possède une ceinture noire de ju jitsu brésilien; 2e dan. Il a été champion du KOTC. Il a participé au Pride FC (ancienne organisation japonaise de combat libre) et notamment au Pride GP 2005 Middleweight où il perdit au 1er tour contre Ricardo Arona (décision unanime) au terme d'un combat très technique. Il combat actuellement dans la catégorie des poids moyens, après avoir redescendu de la catégorie poids lourds. Il est champion de l'ADCC, le tournoi le plus côté mondial de grappling. Il est également coach assistant dans la 3e saison de l'émission TV "The Ultimate Fighter".Il participe aussi à de nombreux stages dans le monde entier notamment en France, au Japon et au brésil par exemple. 
Il a un palmarès en MMA de 12 victoires et 7 défaites.